# UniÍtalo
Le Centre Universitaire Italo-brésilien, ou UniÍtalo, est une institution d’enseignement supérieur située dans la ville de Sao Paulo, dans le quartier de Santo Amaro.
Actuellement, UniÍtalo propose dix-huit cours de licence, vingt-sept cours de maitrise, plusieurs cours d’extension (en présentiel ou à distance) et des cours de langues.

## Histoire
L’IEPAC, institution administrative de l’UniÍtalo, a été fondée par le professeur et immigrant italien Pasquale Cascino le 25 janvier 1949. Dans ses débuts, l’institut ne proposait que des cours de dactylographie. Cependant, en 1972, et après avoir établi ses bases dans l’enseignement primaire et dans les cours techniques, l’institution commence à proposer des cours dans le niveau supérieur d’enseignement
En 1994 l‘UniÍtalo traverse un processus de grande extension au moment de son installation dans le quartier de Santo Amaro/SP, Brésil, où elle se trouve actuellement.En 1994 l‘UniÍtalo traverse un processus de grand extension au moment de son installation dans le quartier de Santo Amaro/SP, Brésil, où elle se trouve actuellement. Dans les années suivantes, non seulement l’institution commence à offrir des nouveaux cours de licence mais aussi des cours de maîtrise, ce qui lui vaut la reconnaissance de la part du MEC comme Centre Universitaire Italo-brésilien.

## Les horaires alternatifs
L’UniÍtalo propose des cours à différents horaires, et diffère des autres institutions grâce à l’offre des cours alternatifs aux horaires suivants : 5h 45, 8h, 8h 50, 13h 30, 14h 20, et 19h,,.

## Cours de licence
- Administration
- Sciences Comptables
- Infirmerie
- Éducation physique et sportive
- Pédagogie
- Philosophie
- Arts visuels
- Géographie
- Lettres
- Assistance sociale
- Théologie

## Cours techniques
- Gestion de RH
- Marketing
- Finances
- Logistique
- Gestion de processus (Gestion des petites et moyennes entreprises)
- ADS – Analyse et Développement de Systèmes
- Radiologie

## Cours de maîtrise
- Droit éducatif
- Philosophie
- Formation de l'enseignant
- Gestion scolaire
- Neuroéducation
- Psychopédagogie clinique et institutionnelle
- Pédagogie Waldorf
- Projets et Pratiques Éducatives Interdisciplinaires
- Conseil exécutif
- Conseil d’Entreprise
- Management du sport et marketing
- Gestion Stratégique du Marketing
- Gestion Stratégique Économique, Financière et Comptable
- Gestion Stratégique des Gens d’Affaires.
- Logistique et Gestion de Chaînes d’Approvisionnement
- Psychologie Organisationnelle
- Gestion Exécutive de Leadership pour la Formation des Leaders.
- Infirmerie Obstétricienne et Périnatale.
- Infirmerie du Travail.
- Gestion de la Santé : Administration Hospitalière/ Santé Publique/ PSF
- Méthodologie de l’Entraînement Personnalisé
- Urgence et Thérapie Intensive
- Psychomotricité
- Santé mentale et Psychiatrique
- Entraînement de Force : Santé, Esthétique et Performance.
- Entraînement Personnalisé: de l'attention au client à la périodicité.
- Activités Aquatiques